# Saint-Aubin-sur-Aire
Saint-Aubin-sur-Aire – miejscowość i gmina we Francji, w regionie Grand Est, w departamencie Moza.
Według danych na rok 1990 gminę zamieszkiwało 150 osób, a gęstość zaludnienia wynosiła 11 osób/km² (wśród 2335 gmin Lotaryngii Saint-Aubin-sur-Aire plasuje się na 895. miejscu pod względem liczby ludności, natomiast pod względem powierzchni na miejscu 392.).